# Piotr Baryka
Piotr Baryka (ur. w 1600, zm. w 1637) – polski żołnierz, mieszczanin i komediopisarz.

## Życiorys
Żył za panowania Zygmunta III Wazy, Władysława IV Wazy i Jana II Kazimierza Wazy. W latach 1625–1629 brał czynny udział w wyprawach wojennych hetmana Stanisława Koniecpolskiego. Następnie osiadł na dworze możnego obywatela ziemi sieradzkiej (prawdopodobnie był to Albert Łubieński – stolnik sieradzki)

## Twórczość
Znany jako autor przynajmniej jednej komedii Z chłopa król (powstała jesienią 1629, wystawiona prawdopodobnie w 1633 na dworze A. Łobieńskiego, wydana w Krakowie w 1637 – drukarnia M. Andrzejowczyk), łączącej w sobie cechy teatru dworskiego i utworu sowizdrzalskiego. Komedia inspirowana była zapewne anonimową anegdotą O pijanicy, co cesarzem był.